# Cicurina baronia
Cicurina baronia là một loài nhện trong họ Dictynidae.
Loài này thuộc chi Cicurina. Cicurina baronia được Willis J. Gertsch miêu tả năm 1992.